# Pirolohinolin-hinon sintaza
Pirolohinolin-hinon sintaza (EC 1.3.3.11, PqqC, 6-(2-amino-2-karboksietil)-7,8-diokso-1,2,3,4,5,6,7,8-oktahidrohinolin-2,4-dikarboksilat:kiseonik oksidoreduktaza (ciklizacija)) je enzim sa sistematskim imenom 6-(2-amino-2-karboksietil)-7,8-diokso-1,2,3,4,7,8-heksahidrohinolin-2,4-dikarboksilat:kiseonik oksidoreduktaza (ciklizacija). Ovaj enzim katalizuje sledeću hemijsku reakciju
6-(2-amino-2-karboksietil)-7,8-diokso-1,2,3,4,7,8-heksahidrohinolin-2,4-dikarboksilat + 3 O2 {\displaystyle \rightleftharpoons } 4,5-diokso-4,5-dihidro-1H-pirolo[2,3-f]hinolin-2,7,9-trikarboksilat + 2H2O2 + 22O
Za rad ovog enzima je neophodna jedna za sad neophodna komponenta da bi došlo do oslobađanja njegovog produkta.

## Literatura
- Nicholas C. Price; Lewis Stevens (1999). Fundamentals of Enzymology: The Cell and Molecular Biology of Catalytic Proteins (Third изд.). USA: Oxford University Press. ISBN 019850229X.
- Eric J. Toone (2006). Advances in Enzymology and Related Areas of Molecular Biology, Protein Evolution (Volume 75 изд.). Wiley-Interscience. ISBN 0471205036.
- Branden C; Tooze J. Introduction to Protein Structure. New York, NY: Garland Publishing. ISBN 0-8153-2305-0.
- Irwin H. Segel. Enzyme Kinetics: Behavior and Analysis of Rapid Equilibrium and Steady-State Enzyme Systems (Book 44 изд.). Wiley Classics Library. ISBN 0471303097.
- William P. Jencks (1987). Catalysis in Chemistry and Enzymology. Dover Publications. ISBN 0486654605.

## Spoljašnje veze
- Pyrroloquinoline-quinone+synthase на 